# Omezée
Omezée (en wallon Ômezêye) est une section de la ville belge de Philippeville, située en Wallonie dans la province de Namur.
Ce petit village de l'Entre-Sambre-et-Meuse a été jusqu'en 1977 la « plus petite commune de Belgique » car ne comptant qu'une cinquantaine d'habitants.

## Géographie
La commune est bornée au nord par Rosée, à l’est par Soulme, au sud par Surice, à l’ouest par Franchimont et au nord-ouest par Florennes.

## Évolution démographique
- Source: DGS, 1831 à 1970=recensements population, 1976= habitants au 31 décembre

## Histoire
Une première mention du village est faite dans un document du milieu du XIIIe siècle, époque où le comte de Namur y prélève des droits sur ses serfs. Le village dépend cependant de la baronnie de Florennes, terre relevant de la principauté de Liège.
Au XVe siècle, le village appartient à une famille liégeoise, les Chabot, puis aux Argenteau, aux Trazegnies et aux Roegrave, qui bâtissent le château.

## Patrimoine
- L'église Saint-Feuillen. Edifice composé d'un chœur en style classique rebâti peu avant 1716, d'une nef de style néo-classique construite en 1840 et d'une tour de la même époque, remaniée et flanqué d'une chapelle des fonts en 1869[2].

- Château-ferme d'Omezée. Située au sud de l'église, complexe des XVIIIe – XIXe siècles, qui est dominé par le logis seigneurial. Seigneurie qui est acquise par Hugues de Boulogne en 1610 et à la famille de Rougrave en 1638 qui la conservera jusqu'en 1814[2].
- Ancien presbytère, rue d'Omezée. Datant du 1re quart du XIXe siècle[3].

## Économie
L'économie du village est restée agricole. En 1830, la population s’élevait à 119 habitants répartis entre 45 maisons, deux fermes et un château. On dénombrait 7 chevaux, 4 poulains, 73 bêtes à cornes et 200 moutons